# Rezolucija Vijeća sigurnosti UN-a 1103
Rezolucijom Vijeća sigurnosti UN-a 1103, jednoglasno usvojenom 31. ožujka 1997., nakon povlačenja svih rezolucija o sukobima u bivšoj Jugoslaviji, a posebno rezolucija 1035 (1995.) i 1088 (1996.), Vijeće je odobrilo povećanje snage Misije UN-a u Bosni i Hercegovini (UNMIBH) u Bosni i Hercegovini.
Vijeće sigurnosti je ponovilo da je važno da se Daytonski sporazum u potpunosti provede, posebice odredbe o suradnji s Međunarodnim kaznenim sudom za bivšu Jugoslaviju. Arbitražni sud je 14. veljače 1997. donio odluku o spornom Distriktu Brčko između dviju entiteta Bosne i Hercegovine.
Rezolucija je zatim odobrila povećanje snage UNMIBH-a za 186 policajaca i 11 civilnog osoblja na preporuku glavnog tajnika kako bi mogla izvršavati svoj mandat kako je opisano u Rezoluciji 1088 (1996.). Sve su strane pozvane na provedbu mirovnog sporazuma i na suradnju s Međunarodnim policijskim snagama Ujedinjenih naroda (UN-IPTF). Također je bilo važno da je UN-IPTF surađivao sa Stabilizacijskim snagama, posebno u Brčkom.

## Vanjske poveznice
| Wikizvor | Engleski Wikizvor ima izvorni tekst na temu: United Nations Security Council Resolution 1103 |

- Text of the Resolution at undocs.org